# Arxiu Tobella
L’Arxiu Tobella és una fundació dedicada a la conservació i difusió del patrimoni fotogràfic de Terrassa. Va ser fundat el 1978 per Manuel Tobella i Marcet amb l’objectiu de preservar el llegat fotogràfic de la ciutat i posar-lo a disposició dels investigadors i del públic.
Des de 1978, l’arxiu ha reunit un fons d’aproximadament 400.000 negatius, datats entre 1875 i l’actualitat, amb una especial atenció a la temàtica terrassenca. A la seva biblioteca conserva programes, fulletons i documentació diversa d'entitats. Disposa d'una hemeroteca de diaris locals.
L’entitat, gestionada per una junta i un equip de treball, organitza activitats culturals i publica obres d’interès local. Des de 1978 publica l'«Anuari Terrassa», un recull fotogràfic de tots els esdeveniments i notícies de l'any. El 2022, va transferir el seu fons a l’Arxiu Municipal de Terrassa per garantir-ne la conservació, tot i que continua amb la seva tasca de divulgació.

## L’edifici modernista
L’Arxiu Tobella té la seva seu en un edifici modernista situat al centre de Terrassa, construït el 1904 per l'arquitecte Lluís Muncunill. És un exemple representatiu de l’arquitectura industrial modernista i està protegit com a bé cultural d’interès local. També és conegut amb els noms de Magatzem Joaquim Alegre o Magatzem Farnés.

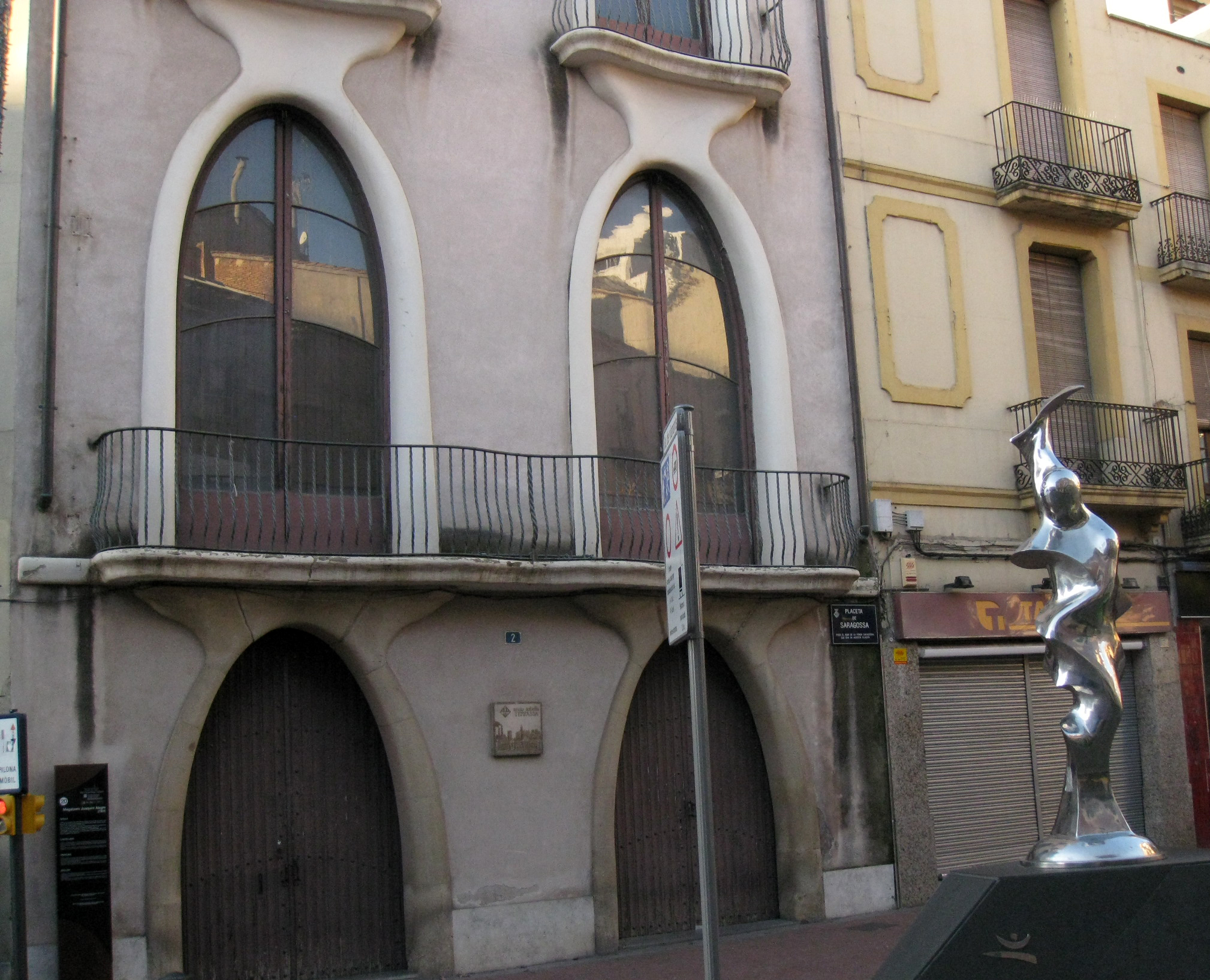
Detall dels arcs parabòlics de la façana, amb l’escultura Flama de Ferran Bach i Esteve al davant.

L’edifici és de planta baixa i dos pisos, amb una façana simètrica d’esquema vertical. Destaca pels seus arcs parabòlics progressius, rematats per gablets escalonats i un coronament en arc. La façana presenta elements de pedra arenisca, balconades de ferro i perfils motllurats de ciment. L’interior inclou una escala monumental, sostres de volta catalana, i una tercera planta parcialment construïda amb una lluerna de vidre en forma de dents de serra fabrils.

## Història de l’edifici
L’edifici va ser promogut per Joaquim Alegre per utilitzar-lo com a magatzem de la fàbrica tèxtil Aymerich, Amat i Jover. Més tard, fou ocupat per Farnés, que primer en fou llogater i posteriorment propietari fins al 1972. Després de quedar abandonat, va ser adquirit per una immobiliària de Barcelona.
Davant la possibilitat de la seva demolició, el Grup d’Arquitectes de Terrassa va impulsar una acció per salvar-lo. Finalment, el 1977 va ser comprat per Manuel Tobella i Marcet, qui el va destinar a la seu de l’Arxiu Tobella.
Des d’aleshores, l’edifici ha acollit l’activitat de la fundació i ha servit com a espai d’exposicions i activitats culturals relacionades amb la fotografia i la història local. El 2003 va ser declarat bé cultural d'interès local.